# Marchélepot
Marchélepot ist eine Commune déléguée in der nordfranzösischen Gemeinde Marchélepot-Misery mit 452 Einwohnern (Stand 1. Januar 2022) im Département Somme in der Region Hauts-de-France im Norden von Frankreich.

## Geschichte
Die Gemeinde erhielt als Auszeichnung das Croix de guerre 1914–1918.
Die Gemeinde Marchélepot wurde am 1. Januar 2019 mit Misery zur Commune nouvelle Marchélepot-Misery zusammengeschlossen. Sie hat seither den Status einer Commune déléguée. Die Gemeinde Marchélepot gehörte zum Kanton Ham und war Teil der Communauté de communes Terre de Picardie.

## Einwohner
| 1962 | 1968 | 1975 | 1982 | 1990 | 1999 | 2006 |
| ---- | ---- | ---- | ---- | ---- | ---- | ---- |
| 336  | 351  | 312  | 365  | 406  | 419  | 426  |

## Verwaltung
Bürgermeister (maire) ist seit 2001 Didier Potel.

## Verkehrsanbindung
Die Gemeinde liegt an den Départementsstraßen D1017 (herabgestufte Route nationale 17) und D45 unmittelbar südlich der Autoroute A29. Die im Personenverkehr nicht mehr bediente Bahnstrecke von Saint-Just-en-Chaussée nach Douai über Chaulnes nach Péronne führt westlich an ihr vorbei.